# Khirbet al-Ma'zah
Khirbet al-Ma'zah (tiếng Ả Rập: خربة المعزة) là một thị trấn ở phía tây bắc Syria, một phần hành chính của Tỉnh Tartus. Nó nằm dọc theo con đường giữa Safita ở phía đông và Tartus ở phía tây. Theo Cục Thống kê Trung ương Syria (CBS), Khirbet al-Ma'zah có dân số 4.798 người trong cuộc điều tra dân số năm 2004. Đây là trung tâm hành chính của Khirbet al-Ma'zah Subdistrict (nahiyah) bao gồm 11 địa phương với dân số tập thể là 22.897. Cư dân của nó chủ yếu là Alawites.